# Motol
Motol est un quartier situé dans la partie occidentale de Prague, la capitale de la République tchèque. C'est une aire cadastrale de 3,2 km2 qui se trouve intégralement dans le district de Prague 5.
Le quartier comprend l'hôpital universitaire de Motol (Fakultní nemocnice v Motole en tchèque) qui accueille les étudiants de la première et de la seconde faculté de médecine. On y accède par la station de métro éponyme, Nemocnice Motol, le terminus de la ligne A.
Le château de Motol a été construit entre 1686 et 1689. On trouve également dans le quartier le cimetière boisé de Motol et son crématorium.

## Population
La population est restée stable pendant la dernière décennie. Elle était de 3 661 hab. en 2007, 3 514 hab. en 2012 et de 3 665 hab. le 1er janvier 2017, soit 1 147 hab./km2 sur une superficie de 319,5 hectares.